# Hannan (Osaka)
Hannan (japanisch 阪南市, -shi) ist eine Stadt in der Präfektur Osaka in Japan.

## Geographie
Hannan liegt südwestlich von Osaka und Sakai an der Bucht von Osaka.

## Geschichte
Hannan wurde am 1. Oktober 1991 gegründet.

## Weblinks

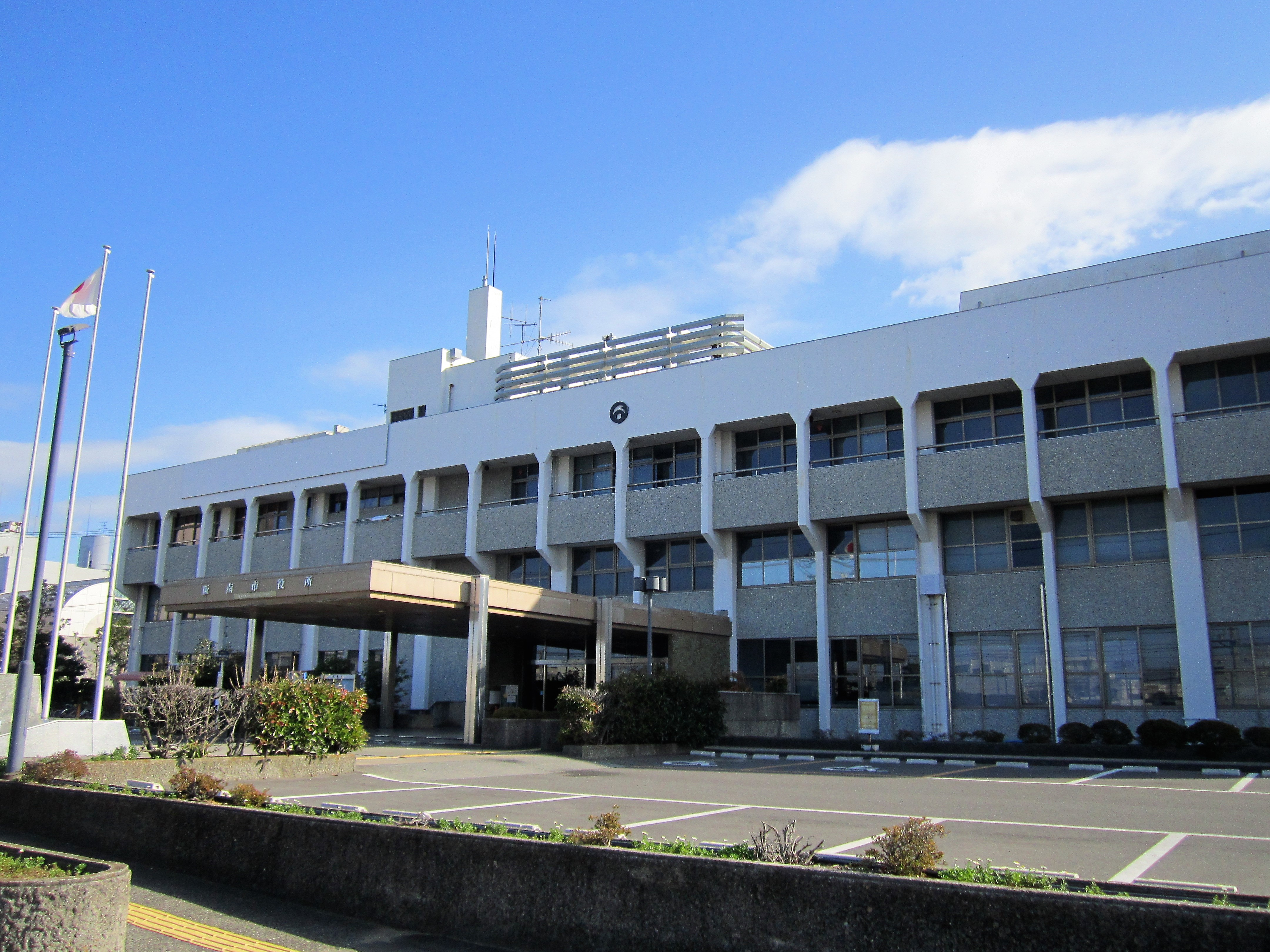
Hannan Rathaus

## Verkehr

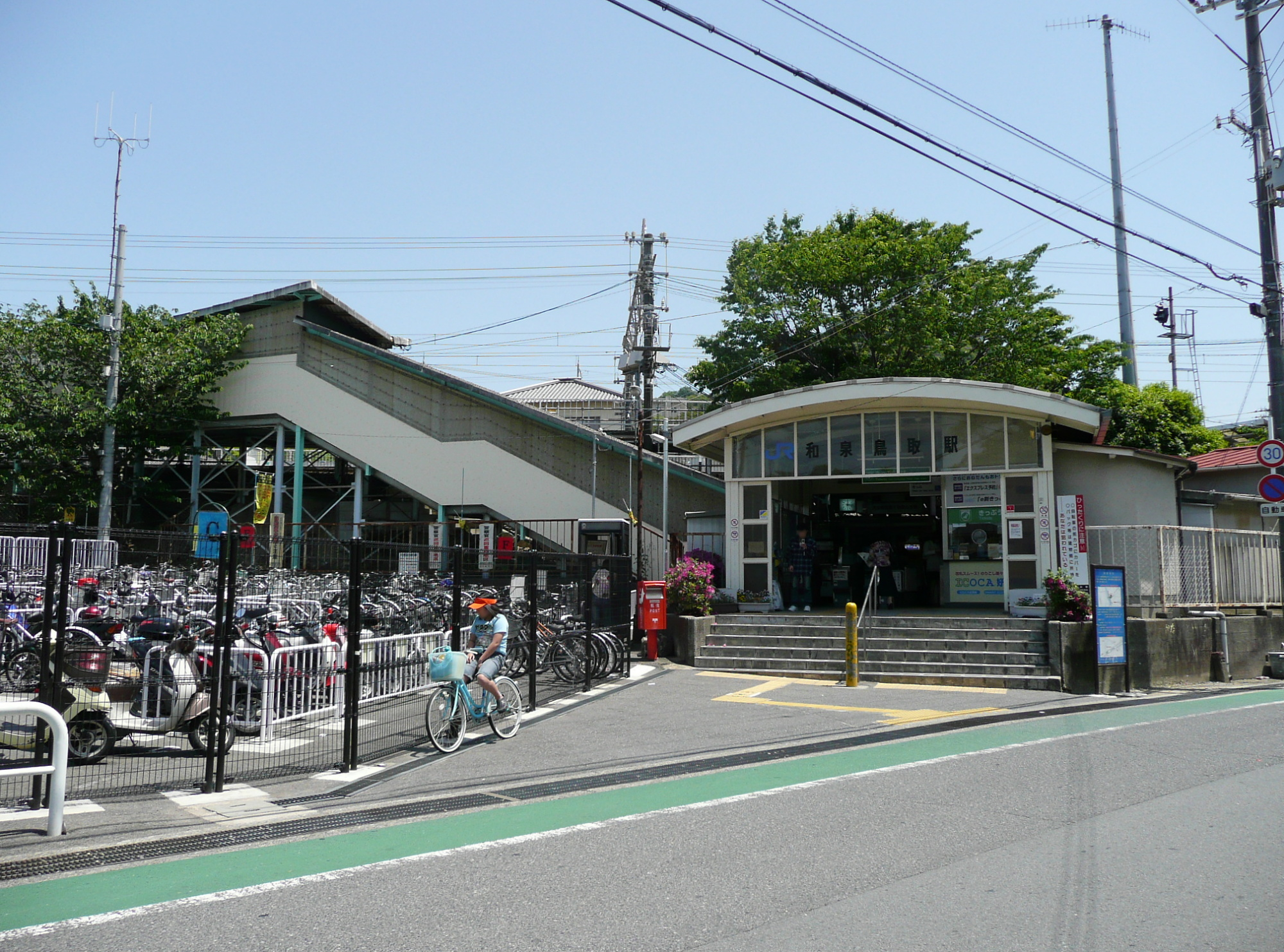
Bahnhof Izumi-Tottori

- Zug:
  - Nankai-Hauptlinie

- Straße:
  - Hanwa-Autobahn
  - Nationalstraße 26

## Angrenzende Städte und Gemeinden
- Präfektur Osaka
  - Sennan
  - Misaki
- Präfektur Wakayama
  - Wakayama
  - Iwade

## Persönlichkeiten
- Naoki Tanaka (* 1993), Fußballspieler